# Ahse
L'Ahse est une rivière allemande d'une longueur de 50 km qui coule dans le land de la Rhénanie-du-Nord-Westphalie. Elle est un affluent de la Lippe, donc un sous-affluent du Rhin.